# Alejo Vidal-Quadras Roca
Alejo Vidal-Quadras Roca, kat. Aleix Vidal-Quadras Roca (ur. 20 maja 1945 w Barcelonie) – hiszpański i kataloński polityk oraz fizyk, były senator, deputowany do Parlamentu Europejskiego V, VI i VII kadencji.

## Życiorys
W 1969 został absolwentem fizyki na Uniwersytecie Autonomicznym w Barcelonie. W 1975 doktoryzował się w zakresie fizyki. Jako pracownik naukowy związany z UAB, wykładał też m.in. na University College w Dublinie. W 1986 został profesorem fizyki atomowej i jądrowej. Wydał kilka pozycji książkowych, publikuje w pismach „La Razón” i „Época”.
Należy do centroprawicowej Partii Ludowej, od 1993 wchodzi w skład jej krajowego komitetu wykonawczego. W pierwszej połowie lat 90. przewodniczył regionalnym strukturom tego ugrupowania w Katalonii, był w tym okresie także radnym regionalnego parlamentu i rady miejskiej Bilbao. Od 1995 do 1999 zasiadał w hiszpańskim Senacie, w którym przewodniczył Komisji Edukacji i Kultury.
W tym 1999 i 2004 z ramienia PP był wybierany posłem do Parlamentu Europejskiego. W wyborach w 2009 po raz trzeci z rzędu uzyskał mandat eurodeputowanego, który wykonywał do 2014. Pełnił funkcję wiceprzewodniczącego PE, pracował też m.in. w Komisji Przemysłu, Badań Naukowych i Energii. W 2014 wystąpił z Partii Ludowej. Przez pewien czas działał w partii Vox, w 2014 był tymczasowym przewodniczącym ugrupowania.
9 listopada 2023 w Madrycie polityk został postrzelony w twarz przez nieustalonych sprawców, którzy uciekli po dokonaniu zamachu.

## Odznaczenia
Odznaczony Krzyżem Komandorskim z Gwiazdą Orderu Zasługi Rzeczypospolitej Polskiej (2012).